# Elezioni amministrative in Italia del 1971
Il 13-14 giugno 1971 in Italia si votò per il rinnovo di numerosi consigli comunali e di 2 consigli provinciali.

## Elezioni comunali

### Genova
| Liste                                                    | Voti    | %     | Seggi |
| -------------------------------------------------------- | ------- | ----- | ----- |
| Partito Comunista Italiano (PCI)                         | 180.746 | 33,82 | 29    |
| Democrazia Cristiana (DC)                                | 137.049 | 26,64 | 21    |
| Partito Socialista Italiano (PSI)                        | 71.829  | 13,44 | 11    |
| Partito Socialista Democratico Italiano (PSDI)           | 49.267  | 9,22  | 7     |
| Movimento Sociale Italiano (MSI)                         | 29.363  | 5,49  | 4     |
| Partito Liberale Italiano (PLI)                          | 29.242  | 5,47  | 4     |
| Partito Repubblicano Italiano (PRI)                      | 23.607  | 4,42  | 3     |
| Partito Socialista Italiano di Unità Proletaria (PSIUP)  | 8.567   | 1,60  | 1     |
| Stella Rossa - Rivoluzione Socialista                    | 2.519   | 0,47  | -     |
| Partito Democratico Italiano di Unità Monarchica (PDIUM) | 2.188   | 0,41  | -     |
| Totale                                                   | 534.377 |       | 80    |

### Ascoli Piceno
| Liste                                                    | Voti   | %    | Seggi |
| -------------------------------------------------------- | ------ | ---- | ----- |
| Democrazia Cristiana (DC)                                | 12.366 | 37,2 | 16    |
| Partito Comunista Italiano (PCI)                         | 4.964  | 14,9 | 6     |
| Movimento Sociale Italiano (MSI)                         | 3.920  | 11,8 | 5     |
| Partito Socialista Democratico Italiano (PSDI)           | 3.745  | 11,2 | 4     |
| Partito Socialista Italiano (PSI)                        | 3.349  | 10,1 | 4     |
| Partito Socialista Italiano di Unità Proletaria (PSIUP)  | 1.890  | 5,7  | 2     |
| Partito Repubblicano Italiano (PRI)                      | 1.818  | 5,5  | 2     |
| Partito Liberale Italiano (PLI)                          | 756    | 2,3  | 1     |
| Partito Democratico Italiano di Unità Monarchica (PDIUM) | 422    | 1,3  | -     |
| Totale                                                   | 33.238 |      | 40    |

### Roma
| Liste                                                    | Voti      | %    | Seggi |
| -------------------------------------------------------- | --------- | ---- | ----- |
| Democrazia Cristiana (DC)                                | 449.227   | 28,3 | 24    |
| Partito Comunista Italiano (PCI)                         | 402.677   | 25,4 | 21    |
| Movimento Sociale Italiano (MSI)                         | 257.928   | 16,2 | 13    |
| Partito Socialista Democratico Italiano (PSDI)           | 165.688   | 10,4 | 8     |
| Partito Socialista Italiano (PSI)                        | 132.345   | 8,3  | 7     |
| Partito Repubblicano Italiano (PRI)                      | 66.447    | 4,2  | 3     |
| Partito Liberale Italiano (PLI)                          | 61.747    | 3,9  | 3     |
| Partito Socialista Italiano di Unità Proletaria (PSIUP)  | 21.762    | 1,4  | 1     |
| Partito Democratico Italiano di Unità Monarchica (PDIUM) | 18.211    | 1,1  | -     |
| Altri                                                    | 11.372    | 0,8  | -     |
| Totale                                                   | 1.587.414 |      | 80    |

### Bari
| Liste                                                    | Voti    | %     | Seggi |
| -------------------------------------------------------- | ------- | ----- | ----- |
| Democrazia Cristiana (DC)                                | 67.010  | 36,18 | 23    |
| Partito Socialista Italiano (PSI)                        | 33.326  | 17,99 | 11    |
| Partito Comunista Italiano (PCI)                         | 29.289  | 15,81 | 10    |
| Movimento Sociale Italiano (MSI)                         | 25.290  | 13,65 | 9     |
| Partito Socialista Democratico Italiano (PSDI)           | 12.664  | 6,84  | 4     |
| Partito Repubblicano Italiano (PRI)                      | 5.571   | 3,00  | 1     |
| Partito Liberale Italiano (PLI)                          | 4.536   | 2,45  | 1     |
| Partito Socialista Italiano di Unità Proletaria (PSIUP)  | 4.484   | 2,42  | 1     |
| Partito Democratico Italiano di Unità Monarchica (PDIUM) | 2.082   | 1,12  | -     |
| Altri                                                    | 952     | 0,51  | -     |
| Totale                                                   | 185.204 |       | 60    |

### Foggia
| Liste                                                    | Voti   | %    | Seggi |
| -------------------------------------------------------- | ------ | ---- | ----- |
| Democrazia Cristiana (DC)                                | 30.884 | 43,5 | 24    |
| Partito Comunista Italiano (PCI)                         | 11.680 | 16,5 | 9     |
| Movimento Sociale Italiano (MSI)                         | 7.673  | 10,8 | 5     |
| Partito Socialista Italiano (PSI)                        | 7.621  | 10,7 | 5     |
| Partito Socialista Democratico Italiano (PSDI)           | 5.688  | 8,0  | 4     |
| Partito Repubblicano Italiano (PRI)                      | 2.472  | 3,5  | 1     |
| Partito Socialista Italiano di Unità Proletaria (PSIUP)  | 2.007  | 2,8  | 1     |
| Partito Liberale Italiano (PLI)                          | 1.932  | 2,7  | 1     |
| Partito Democratico Italiano di Unità Monarchica (PDIUM) | 1023   | 1,5  | -     |
| Totale                                                   | 70.980 |      | 50    |

## Elezioni provinciali

### Provincia di Roma
| Liste                                                    | Voti      | %    | Seggi |
| -------------------------------------------------------- | --------- | ---- | ----- |
| Democrazia Cristiana (DC)                                | 533.879   | 27,1 | 13    |
| Partito Comunista Italiano (PCI)                         | 530.988   | 27,0 | 12    |
| Movimento Sociale Italiano (MSI)                         | 305.383   | 15,5 | 7     |
| Partito Socialista Democratico Italiano (PSDI)           | 198.962   | 10,1 | 5     |
| Partito Socialista Italiano (PSI)                        | 164.992   | 8,4  | 4     |
| Partito Repubblicano Italiano (PRI)                      | 86.239    | 4,4  | 2     |
| Partito Liberale Italiano (PLI)                          | 70.251    | 3,6  | 1     |
| Partito Socialista Italiano di Unità Proletaria (PSIUP)  | 31.608    | 1,6  | 1     |
| Partito Democratico Italiano di Unità Monarchica (PDIUM) | 21.108    | 1,0  | -     |
| Altri                                                    | 21.516    | 1,2  | -     |
| Totale                                                   | 1.964.926 |      | 45    |

### Provincia di Foggia
| Liste                                                    | Voti    | %    | Seggi |
| -------------------------------------------------------- | ------- | ---- | ----- |
| Democrazia Cristiana (DC)                                | 105.911 | 32,6 | 10    |
| Partito Comunista Italiano (PCI)                         | 104.826 | 32,3 | 10    |
| Movimento Sociale Italiano (MSI)                         | 36.936  | 11,4 | 4     |
| Partito Socialista Italiano (PSI)                        | 35.956  | 11,1 | 3     |
| Partito Socialista Democratico Italiano (PSDI)           | 19.122  | 5,9  | 2     |
| Partito Socialista Italiano di Unità Proletaria (PSIUP)  | 8.597   | 2,6  | 1     |
| Partito Liberale Italiano (PLI)                          | 5.985   | 1,8  | -     |
| Partito Repubblicano Italiano (PRI)                      | 4.697   | 1,4  | -     |
| Partito Democratico Italiano di Unità Monarchica (PDIUM) | 2.784   | 0,9  | -     |
| Totale                                                   | 324.814 |      | 30    |